# James Lackaye
James Lackaye (Washington, 5 dicembre 1867 – New York, 8 giugno 1919) è stato un attore e regista statunitense del cinema muto.

## Biografia
Figlio d'arte, lavora in teatro. Debutta sullo schermo nel 1913, a 44 anni, in un film di Ralph Ince. Dirige, nello stesso anno, quattro film che rimangono le sue uniche prove di regista. La sua carriera di attore conta, dal 1913 al 1918, anno in cui si ritira dallo schermo, 37 titoli di film.
Muore l'8 giugno 1919 a New York, all'età di 52 anni di polmonite.

## Filmografia
La filmografia è completa. Quando manca il nome del regista, questo non viene riportato nei titoli

### Attore
- Two's Company, Three's a Crowd, regia di Ralph Ince (1913)
- Bingles Mends the Clock, regia di Frederick A. Thomson (1913)
- Two Souls with But a Single Thought; or, A Maid and Three Men, regia di Bert Angeles (1913)
- Counsellor Bobby, regia di Laurence Trimble (1913)
- If Dreams Came True; or, Who'd Have Thunk It?  (1913)
- Three to One  (1913)
- The Forgotten Latchkey, regia di Ralph Ince (1913)
- The Coming of Gretchen, regia di Bert Angeles (1913)
- Bingles and the Cabaret, regia di Frederick A. Thomson (1913)
- A Millinery Bomb, regia di Wilfrid North (1913)
- An Old Man's Love Story, regia di Van Dyke Brooke (1913)
- The Troublesome Daughters, regia di Frederick A. Thomson (1913)
- The Late Mr. Jones, regia di James Young  (1913)
- Bingles' Nightmare; or, If It Had Only Been True, regia di Ralph Ince (1913)
- When Women Go on the Warpath; or, Why Jonesville Went Dry, regia di Wilfrid North e James Young  (1913)
- Bunny for the Cause, regia di Wilfrid North  (1913)
- In the Shadow, regia di James Lackaye (1913)
- Betty in the Lions' Den, regia di Frederick A. Thomson (1913)
- That Suit at Ten, regia di Bert Angeles (1913)
- Timing Cupid, regia di Harry Lambart (1914)
- Goodness Gracious, regia di James Young (1914)
- A Pair of Frauds, regia di Theodore Marston (1914)
- The Christian, regia di Frederick A. Thomson (1914)
- Her Husband, regia di Theodore Marston (1914)
- The Silver Snuff Box, regia di Theodore Marston (1914)
- Fanny's Melodrama, regia di Wilfrid North e Wally Van (1914)
- Cupid Versus Money, regia di Van Dyke Brooke (1914)
- Wife Wanted, regia di Ralph Ince (1914)
- Cutey's Wife, regia di Wilfrid North e Wally Van (1914)
- Our Fairy Play, regia di Lee Beggs (1914)
- Mr. Bingle's Melodrama, regia di George D. Baker (1914)
- The Circus and the Boy, regia di Tefft Johnson (1914)
- Strictly Neutral, regia di C.J. Williams (1915)
- L'invasione degli Stati Uniti (The Battle Cry of Peace), regia di J. Stuart Blackton e Wilfrid North (1915)
- York State Folks, regia di Harry Jackson (1915)
- The Upstart, regia di Edwin Carewe (1916)
- Pals First, regia di Edwin Carewe (1918)

### Regista
- Our Wives (1913)
- Which? (1913)
- Cutey's Waterloo (1913)
- In the Shadow (1913)